# Vignir Svavarsson
Vignir Svavarsson (* 20. Juni 1980 in Reykjavík) ist ein ehemaliger isländischer Handballspieler.

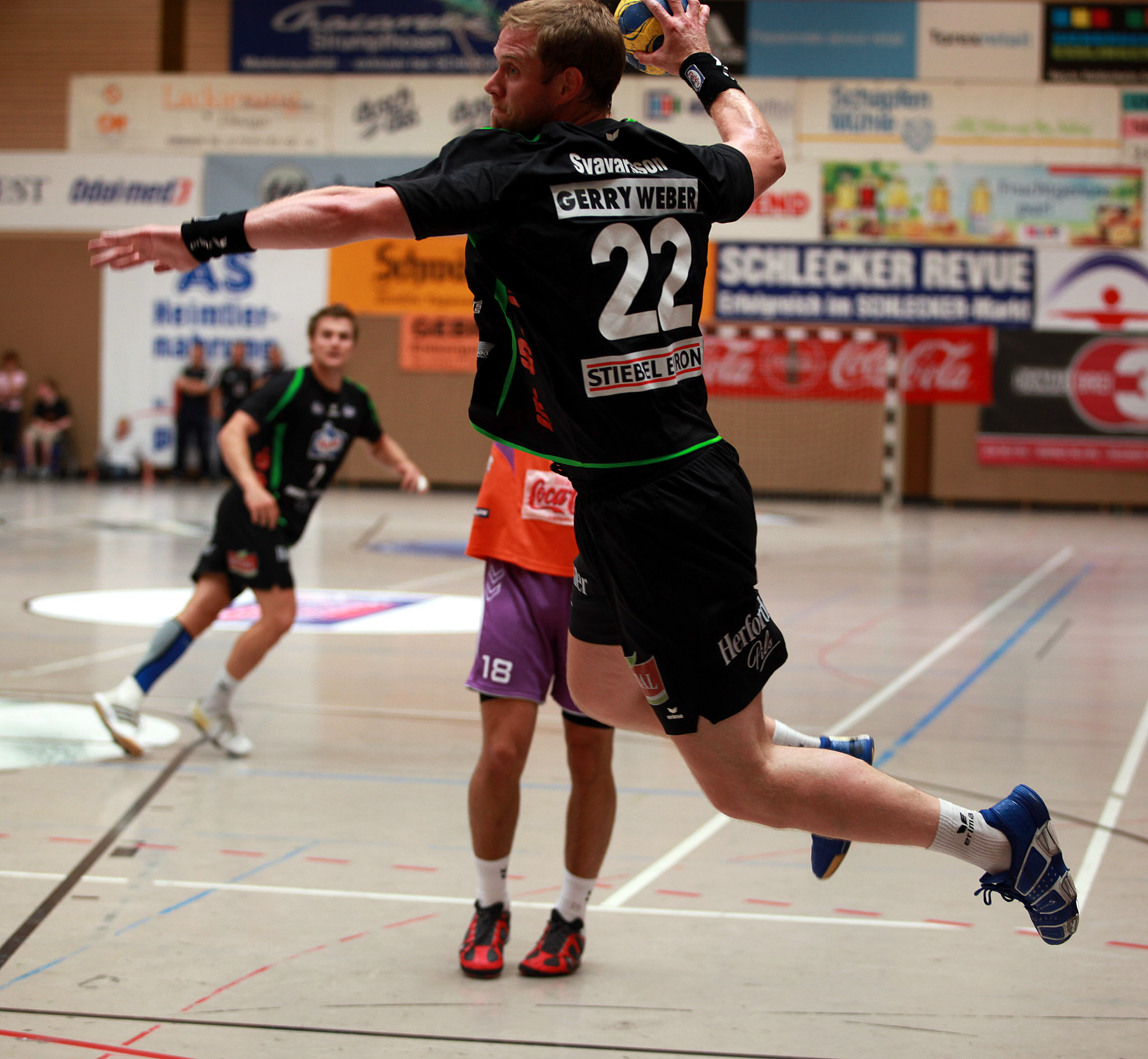
Vignir Svavarsson 2009

## Karriere
Seine Karriere begann Vignir Svavarsson beim isländischen Verein Haukar Hafnarfjörður. Danach wechselte er zum dänischen Verein Skjern Håndbold.
Ab 1. Juli 2008 spielte der isländische Nationalspieler in der Handball-Bundesliga beim TBV Lemgo. Der 1,96 m große und 106 kg schwere Kreisläufer ist von Beruf Handballprofi. Ab der Saison 2010/11 spielte Vignir Svavarsson für die TSV Hannover-Burgdorf. Im Sommer 2012 schloss er sich dem Bundesligaaufsteiger GWD Minden an. Ab der Saison 2014/15 stand er beim dänischen Erstligisten HC Midtjylland unter Vertrag. Ab dem Sommer 2016 lief er für Team Tvis Holstebro auf. Im Sommer 2019 kehrte er zu Haukar Hafnarfjörður zurück. Nach der Saison 2019/20 beendete er seine Karriere.
Im Sommer 2012 nahm er an den Olympischen Spielen in London teil.

## Erfolge
- Nationalmannschaft
  - Weltmeisterschaft 2007: 8. Platz
  - Europameisterschaft 2008: 11. Platz
  - Europameisterschaft 2010: 3. Platz
- Verein
  - EHF-Pokal-Sieger 2010 mit dem TBV Lemgo
  - dänischer Pokalsieger 2015 mit HC Midtjylland
  - dänischer Pokalsieger 2017 mit Team Tvis Holstebro